# 熊本県道44号本渡苓北線
熊本県道44号本渡苓北線（くまもとけんどう44ごう ほんどれいほくせん）は、熊本県天草市から天草郡苓北町に至る県道（主要地方道）である。

## 概要
天草市諏訪町から天草郡苓北町志岐に至る。
天草市本町宇土野地区から天草郡苓北町中尾地区間の約5 kmは最小幅員1.7 mの車幅制限があり、離合が非常に困難あるいは不可能である。この付近の区間は大型車の通行はできず、悪天候の場合は倒木や崖崩れなどで通行止めになりやすい。

### 路線データ
- 起点：天草市諏訪町（熊本県道24号本渡下田線交点）
- 終点：天草郡苓北町志岐（国道324号交点）

## 歴史
- 1993年（平成5年）5月11日 - 建設省から、県道本渡苓北線が本渡苓北線として主要地方道に指定される[1]。
- 整理番号144号本渡志岐線として開通。

## 路線状況

### 道路施設

#### 橋梁
- 本渡橋（町山口川、天草市）

## 地理

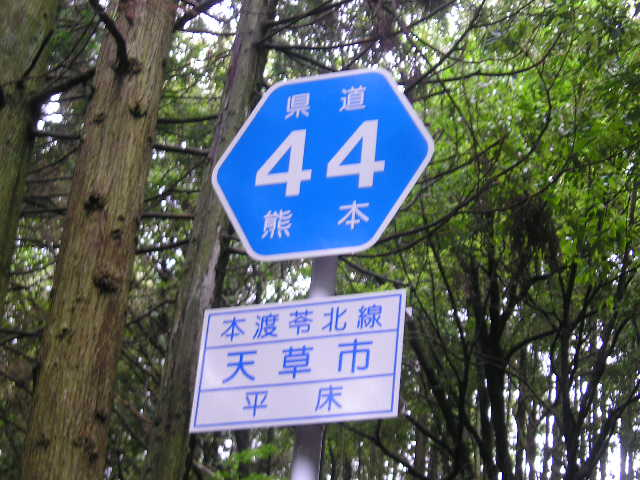
熊本県道44号本渡苓北線の県道標識
熊本県天草市本町宇土野地区で撮影。

### 通過する自治体
- 天草市
- 天草郡苓北町

### 交差する道路
| 交差する道路             | 市町村名 | 市町村名 | 交差する場所 | 交差する場所 |
| ------------------------ | -------- | -------- | ------------ | ------------ |
| 熊本県道24号本渡下田線   | 天草市   | 天草市   | 諏訪町       | 起点         |
| 熊本県道47号本渡五和線   | 天草市   | 天草市   | 本町下河内   |              |
| 天草下島北部広域農道     | 天草市   | 天草市   | 本町新休     |              |
| 熊本県道292号引地本町線  | 天草市   | 天草市   | 本町本       |              |
| 天草下島北部広域農道     | 天草郡   | 苓北町   | 志岐         |              |
| 基幹林道苓北天草線       | 天草郡   | 苓北町   | 志岐         |              |
| 国道324号 国道389号 重複 | 天草郡   | 苓北町   | 志岐         | 終点         |

### 沿線
- 祇園橋
- 本渡中央新町郵便局
- 殉教公園
- 天草市立本渡北小学校
- 熊本県立天草拓心高等学校
- 熊本県立天草支援学校
- 天草市立本町小学校
- 本渡本町郵便局
- 天草切支丹館
- 天草郷土資料館
- 丸尾焼
- 西の久保公園
- 水の平焼
- 東向寺
- 鈴木神社
- 志岐ダム